# Waterfall (Atlantic Ocean)
Waterfall is een nummer van de Nederlandse tranceact Atlantic Ocean uit 1994. Het is de eerste single van hun gelijknamige debuutalbum.
Het nummer werd in het voorjaar van 1994 een grote hit in Nederland, wist de 2e positie te behalen in de Nederlandse Top 40. In de Vlaamse Radio 2 Top 30 haalde het de 14e positie. Ook op de Britse eilanden werd "Waterfall" een hit.